# Dreadsquad
Dreadsquad – sound system założony w Łodzi w 2001 roku, tworzony przez dwóch DJ-ów - MMF'a i Funksion'a. Oprócz grania imprez zajmują się również nagrywaniem mixtape'ów i produkowaniem własnej muzyki. W kręgu ich zainteresowań poza dancehall'em pozostaje również soca i reggaeton. W 2003 i 2004 roku zdobyli pierwsze miejsce na ogólnopolskim sound clash'u. Występowali na wielu imprezach w Polsce i wielu imprezach za granicą (Niemcy, Holandia, Portugalia, Austria, Słowacja, Litwa, oraz jeden z największych festiwali reggae Rototom Sunsplash w Hiszpanii). Od początku swojego istnienia współpracowali z wieloma raperami (m.in. O.S.T.R., Tede, Numer Raz).

## Dyskografia
| Rok  | Tytuł                                                                                |
| ---- | ------------------------------------------------------------------------------------ |
| 2003 | Na Dobry Początek - Data: 6 stycznia 2003 - Wydawca: brak (wydanie własne)           |
| 2004 | Raggamafiam - Data: 12 stycznia 2004 - Wydawca: brak (wydanie własne)                |
| 2004 | wySOCA temperatura - Data: 10 grudnia 2004 - Wydawca: brak (wydanie własne)          |
| 2005 | Dread Za Dreadem - Data: 15 września 2005 - Wydawca: Wielkie Joł                     |
| 2007 | Is Back In Town - Data: 13 października 2007 - Wydawca: brak (wydanie własne)        |
| 2009 | Stara szkoła (oraz Kacezet) - Data: 4 grudnia 2009 - Wydawca: Superfly Studio        |
| 2012 | The Riddim Machine - Data: 10 marca 2012 - Wydawca: Superfly Studio                  |
| 2014 | Dig It All (oraz Dr. Ring Ding) - Data: 28 listopada 2014 - Wydawca: Superfly Studio |